# Mangsong Mangtsen
Mangsong Mangtsen fue el segundo emperador del Tíbet. Subió al trono en 651, pues un año antes había muerto su abuelo, Songtsen Gampo y él se encontraba estudiando en la India. Durante su gobierno, las relaciones con China se volvieron muy cruentas. El emperador tibetano trató de aliarse a los chinos casándose con la hija del emperador Li Shimin, pero esta solicitud no fue aceptada. Aliado de los tocarios, sometió al Asia Central y después se dirigió a China, tomando Hankeu en 665. Durante su reinado, Tíbet se convirtió en un poderoso imperio. Se extendía desde las frías llanuras siberianas hasta el golfo de Bengala y desde el mar Caspio hasta las riberas del Hoang-Ho. Murió en 676.
- Datos: Q2535686